# Олусегун Обасанджо
Олусегун Матю Окикиола Арему Обасанджо е нигерийски политик, бивш генерал, военен ръководител и президент на Нигерия за два мандата.
От 13 февруари 1976 до 1 октомври 1979 е начело на военната хунта в страната, а от 1999 до 2007 г. е президент. Той оформя гражданското управление на Нигерия, прокарвайки демократична конституция в края на 70-те. Под военното му управление страната претърпява значително промишлено развитие, но отчасти за сметка на земеделието. Обасанджо съумява да поддържа добри отношения както със САЩ, така и с СССР по време на Студената война.
Като президент на Нигерия печели подкрепата на Запада заради острите си критики към икономическата политика на Робърт Мугабе в Зимбабве. Той провежда и кампания срещу корупцията след 2000 година, но без особени успехи. През 2009 Обасанджо е назначен за специален пратеник на ООН за Демократична република Конго.
През август 2021 г. Африканският съюз назначи Олусегун Обасанджо за върховен представител за мира в Африканския рог.